# Ems-Jade-Mission
Die Ems-Jade-Mission (abgekürzt EJM) wurde 1988 gegründet als regionaler Zusammenschluss von 16 Evangelisch-Freikirchlichen Gemeinden im Nordwesten Deutschlands. Sitz des Zusammenschlusses innerhalb des Evangelisch-Freikirchlichen Landesverbandes Nordwest ist Jever.

## Geschichte
Die Ems-Jade-Mission entstand ursprünglich, um die Gründung einer Evangelisch-Freikirchlichen Gemeinde in Esens zu begleiten und finanziell zu unterstützen. Inzwischen haben sich die Aufgabenfelder erheblich erweitert. Im Jahr 1998 wurde die Stelle eines Regionalpastors eingerichtet und 1999 erstmals besetzt.

## Ziele
Die EJM setzt sich u. a. für folgende Ziele ein:
- Planung und Durchführung gemeinsamer evangelistischen Projekte in der Region zwischen Ems und Jade
- Durchführung von Schulungen und Seminaren in den angeschlossenen Gemeinden
- Unterstützung kleiner Gemeinden in der Region
- Neugründung evangelisch-freikirchlicher Gemeinden und deren Begleitung

## Organisation
Die Gemeinden des Regionalverbandes entsenden Abgeordnete zu den Mitarbeitertreffen der Ems-Jade-Mission, die sechs- bis siebenmal jährlich an verschiedenen Orten stattfinden. Das Mitarbeitertreffen entscheidet über Haushaltsfragen, wählt die Leitung der EJM und organisiert die gemeinsamen Aktivitäten.